# Schleiper Hammer

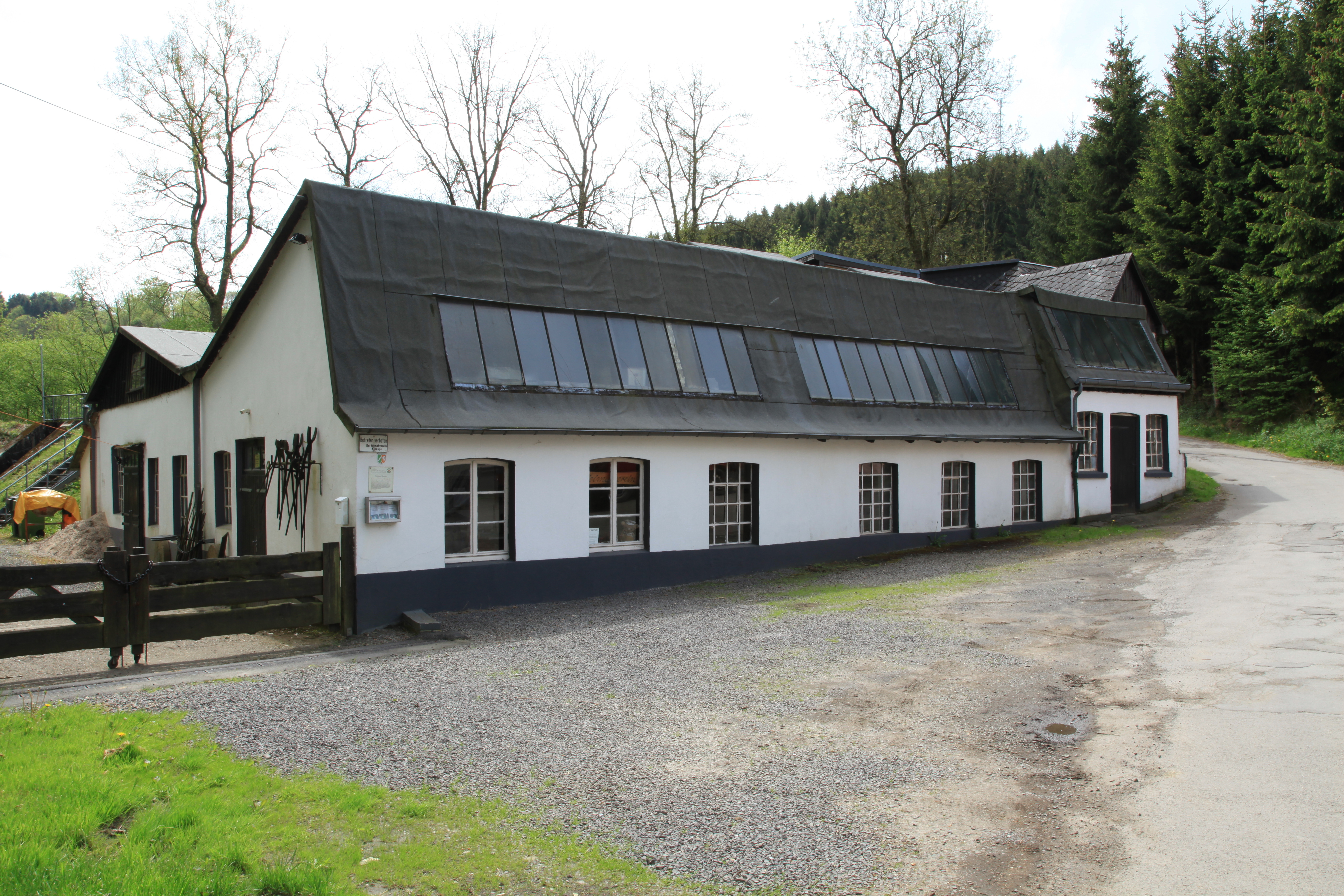
Kierspe Schleipe – Schleiper Hammer

Der Schleiper Hammer ist ein ehemaliges Hammerwerk in Kierspe (Märkischer Kreis). Er ist heute ein Technikmuseum.

## Lage
Der Schleiper Hammer liegt auf dem Gebiet der Stadt Kierspe im Schleipetal, einem rechten Nebenbachtal der Volme. Er ist seit dem 14. März 1989 in die Liste der Baudenkmäler in Kierspe aufgenommen und dort unter der laufenden Nummer 45 geführt. Der Schleiper Hammer gehört zu den Technischen Denkmälern im Märkischen Kreis.

## Nutzung

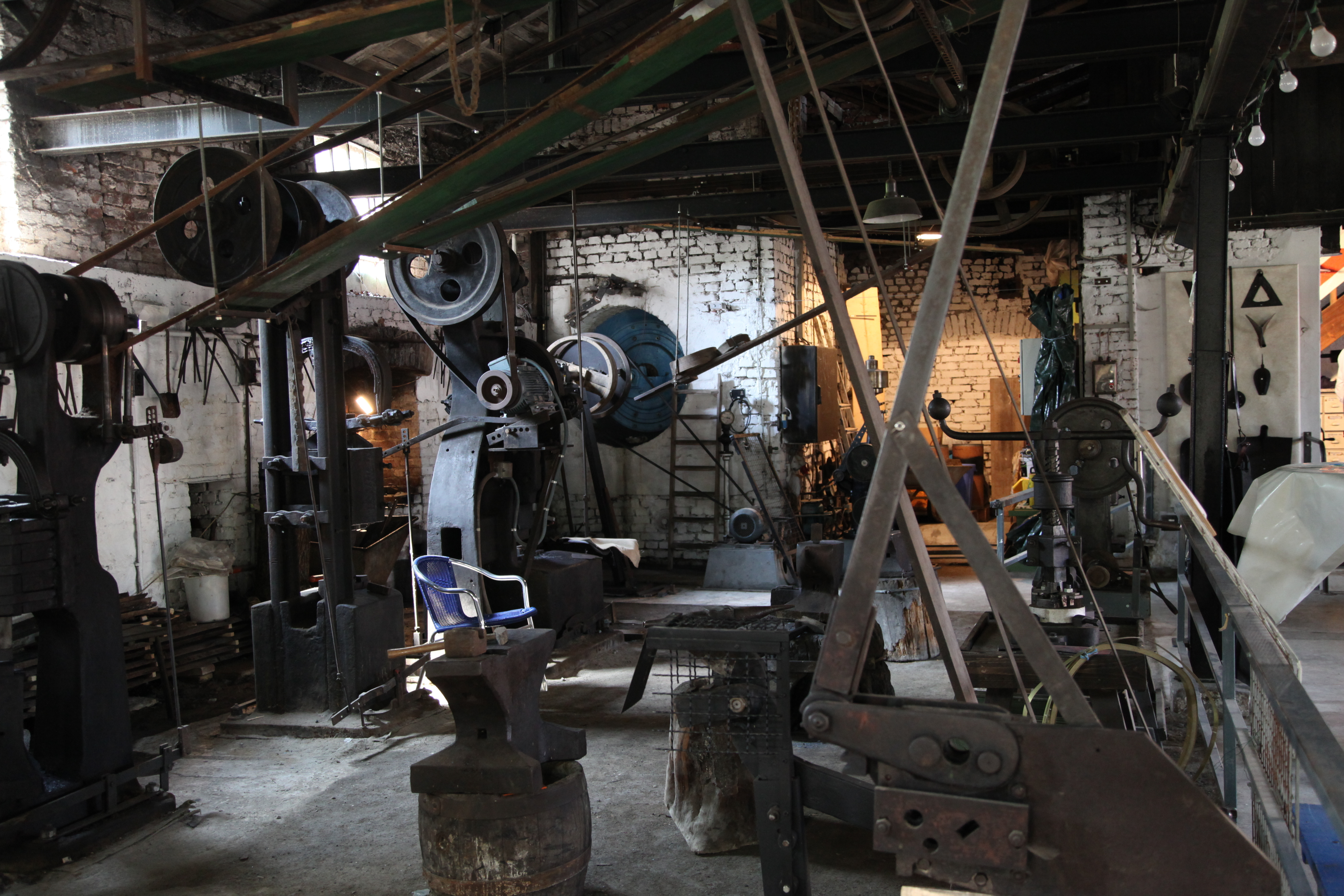
Hammerwerk

Seit 1989 im Besitz des Heimatvereins, wird in dem Gebäude ein Museum aufgebaut, das die Tradition der Breitewarenschmiederei im oberen Volmetal in den 1930er Jahren präsentiert. In einer zweiten Abteilung wird die Anfangszeit der Bakelitepressen dargestellt. Diese Fabrikation hat sich ebenfalls seit den 1930er Jahren im oberen Volmetal, u. a. auch im Schleiper Hammer, entwickelt.

## Präsentation
In der Schmiedeabteilung sind Feder- und Fallhämmer sowie eine Besäumschere funktionsbereit, die durch eine turbinengetriebene Transmission oder Elektroantrieb arbeiten. In der Schlosserei sind zusätzlich aufgestellt: eine Bandsäge, eine Universalfräsmaschine, eine Stoßmaschine, eine Langhobelmaschine, Stanzen und eine Drehbank. In der Bakeliteabteilung finden sich hand- und motorgetriebene Kniehebelpressen, eine Hydraulikpresse, eine Entgraterei und Schleiferei. Zur Demonstration werden einzelne Teile gepresst. Im Aufbau befindet sich eine Sammlung von Werkzeugen und Bakeliteerzeugnissen.

## Geschichte
Die erste schriftliche Erwähnung stammt erst aus dem Jahre 1815. Die Gebrüder Schriever kauften den Betrieb und errichteten nur fünf Jahre später in der Nähe ein stattliches Wohnhaus, das Reidemeisterhaus Schriever, das Tradition und Bedeutung der Hammerwerksbesitzer vor Ort eindrucksvoll repräsentiert. Das ursprüngliche Alter des Hammers kann nicht angegeben werden. Es ist jedoch überliefert, dass auf dem Gelände des oberen Betriebsteiches beim Ausschachten die Ruine einer Eisenhütte zutage kam. Die Eisenverhüttung spielte im Bereich der oberen Volme seit dem 13. Jahrhundert eine große Rolle. Mit der Einführung wassergetriebener Gebläse wurden hier nahezu flächendeckend an den Bächen Schmelzöfen errichtet, in denen schon flüssiges Roheisen gewonnen wurde, das in einem weiteren Verfahren zu Schmiedeeisen gefrischt wurde. Für dieses Eisen, den Osemund, wurde das märkische Sauerland weit über seine Grenzen bekannt. Im oberen Talbereich finden sich noch Reste einer weiteren Eisenhütte und zweier Osemundhämmer.
Im 19. Jahrhundert konnten mit der Einführung neuer Technologien diese Hammerwerke nicht mehr bestehen. Ein Teil wurde aufgegeben, ein Teil konnte durch die Umstellung auf die Breitewarenschmiederei weiterbestehen. Breitewaren sind z. B. Spaten, Schaufeln, Hacken, Rübenheber.

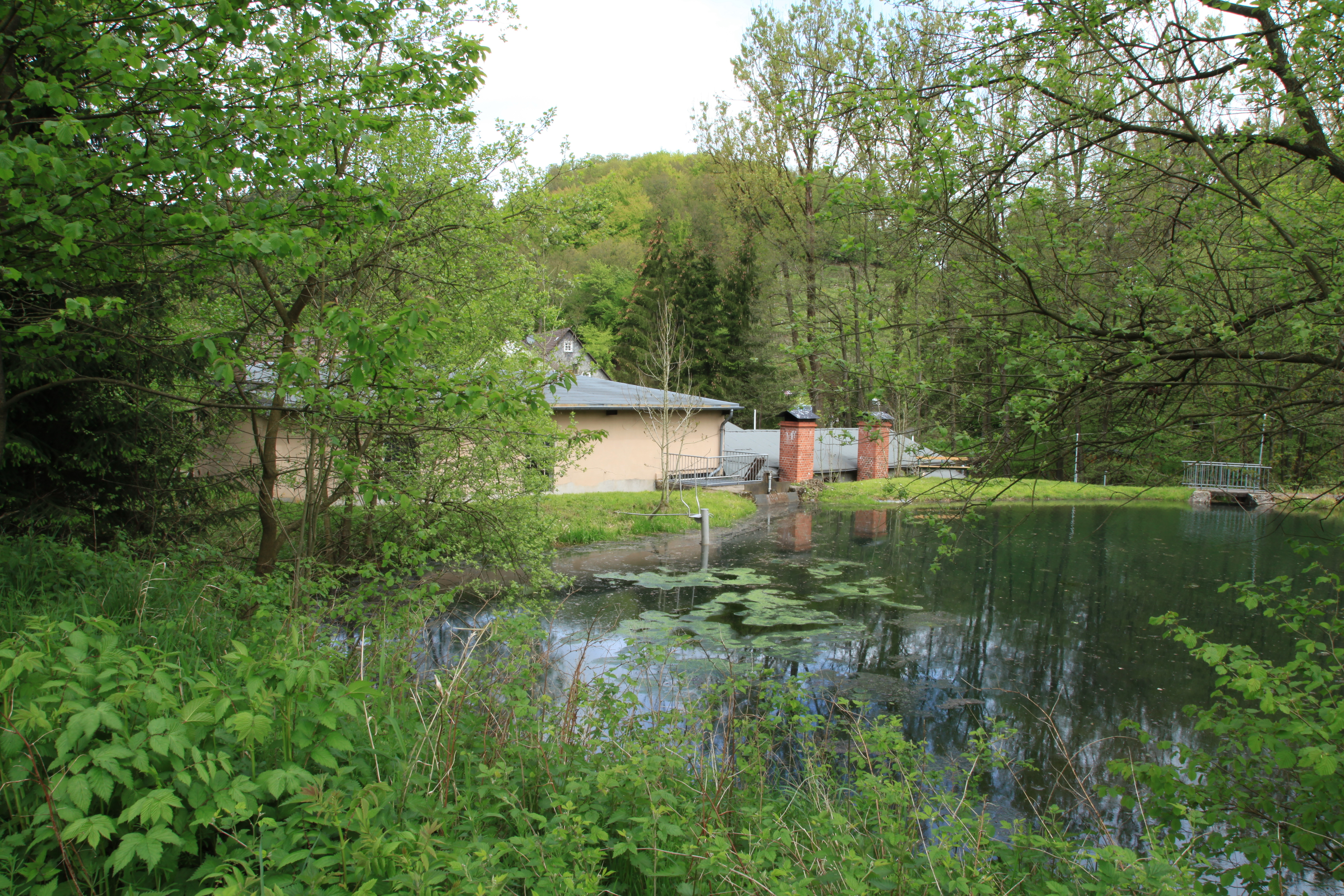
Mühlenteich

Mit dem Bau der Eisenbahn im oberen Volmetal bekam das Hammerwerk durch seine Nähe zur Eisenbahn Aufwind. Eine Turbine von 25 PS ersetzte das Wasserrad, das Gebäude wurde seitdem in einer Reihe von kleinen Bauabschnitten zu einer Fabrik erweitert, in der alle Arbeitsgänge zur Herstellung der Breitewaren unter einem Dach zusammengefasst werden konnten. Der Einbau der Transmission und die Aufstellung einer Lokomobile, die zugeschaltet wurde, wenn die Wasserkraft nicht mehr reichte, ermöglichte diesen entscheidenden Schritt zur Entwicklung einer Fabrik. Seit den 1930er Jahren wurden in der kleinen Fabrik auch andere Fabrikationen betrieben. Die heute gegenüber gelegene Kunststofffabrik Potthoff wurde hier als Schraubenfabrik gegründet. Gleiches gilt für die Firma Grote & Brocksieper, die hier Werkzeuge produzierte. Die Firmen Schröder und de Graat machten eine Bakelitepresserei auf. Sie sind ein Beispiel dafür, dass Wasserhammer und Bakelitepresserei durchaus eine Einheit bilden können. Die mittelständischen Betriebe des Volmetales haben sich alle aus solchen kleinen Anfängen entwickeln können.

## Bedeutung
Mit seiner Lage im Seitenbachtal der Volme und seinen zwei Betriebsteichen repräsentiert der Schleiper Hammer eine wichtige Periode der Eisenerzeugung und Eisenverarbeitung, die das Leben der Bewohner über Jahrhunderte prägten. Wasser, Eisenerze und die Buchen-/Eichenwälder bildeten hierfür die Standortfaktoren. Auch heute wird die Wasserkraft zum Antrieb der Turbine benutzt. Der erzeugte Strom wird in das öffentliche Netz eingespeist.

## Besichtigung
Der Schleiper Hammer kann nach Anmeldung besichtigt werden.
Zudem ist er geöffnet am Mühlentag (Pfingstmontag) und am Tag des offenen Denkmals (am zweiten Sonntag im September). Am ersten Adventswochenende findet dort regelmäßig ein Adventsmarkt statt.